# Järfälla hembygdsmuseum
Järfälla hembygdsmuseum är ett museum med föremål från Järfälla hembygdsförenings samling och som sedan år 2011 är inrymt i Jakobsbergs bibliotek i Jakobsbergs centrumgalleria i Järfälla kommun. Biblioteket i Jakobsberg är kommunens huvudbibliotek och det ligger vid Väpnarstråket en trappa upp i gallerian i Jakobsbergs Centrum.

## De första åren
Järfälla hembygdsmuseum var tidigare placerat i Barkarbyskolan vid Veddestavägen 3 i Veddesta i Järfälla. Under 2011 flyttade museet till Jakobsbergs bibliotek. Nu omfattar museet 18 montrar och utanför montrarna finns en del större föremål. Alla föremål som finns i montrarna finns redovisade i en pärm, "Hembygdsmuseet Barkarby skola". Dessutom redovisas innehållet i montrarna i museet på skylttexter vid montrarna.
1985 startade man uppbyggnaden av föremålen till hembygdsmuseet. Därefter har museet byggts upp och inretts i olika etapper. När Järfälla hembygdsförenings samling låg i Barkarbyskolan var det officiella namnet "Hembygdsmuseet i Barkarbyskolan" och museet började inredas 1985 och invigdes 2001. Då omfattade museet 15 montrar och en del större föremål utanför montrarna.

## Museet i Jakobsbergs bibliotek från hösten 2011
Museet flyttade under hösten 2011 till Jakobsbergs bibliotek i Jakobsbergs centrumgalleria och invigdes där den 13 oktober 2011. I samband med nyinvigningen på biblioteket ändrades museets namn till Järfälla hembygdsmuseum och invigningen skedde i samband med ett officiellt arrangemang. Lars Gustafsson j:r  klippte bandet och förklarade museet invigt under fanfarer av Åke och Fredrik Hedbom. Vid invigningen berättade man om alla museer som finns i Järfälla.

## Bilder från Järfälla hembygdsmuseum

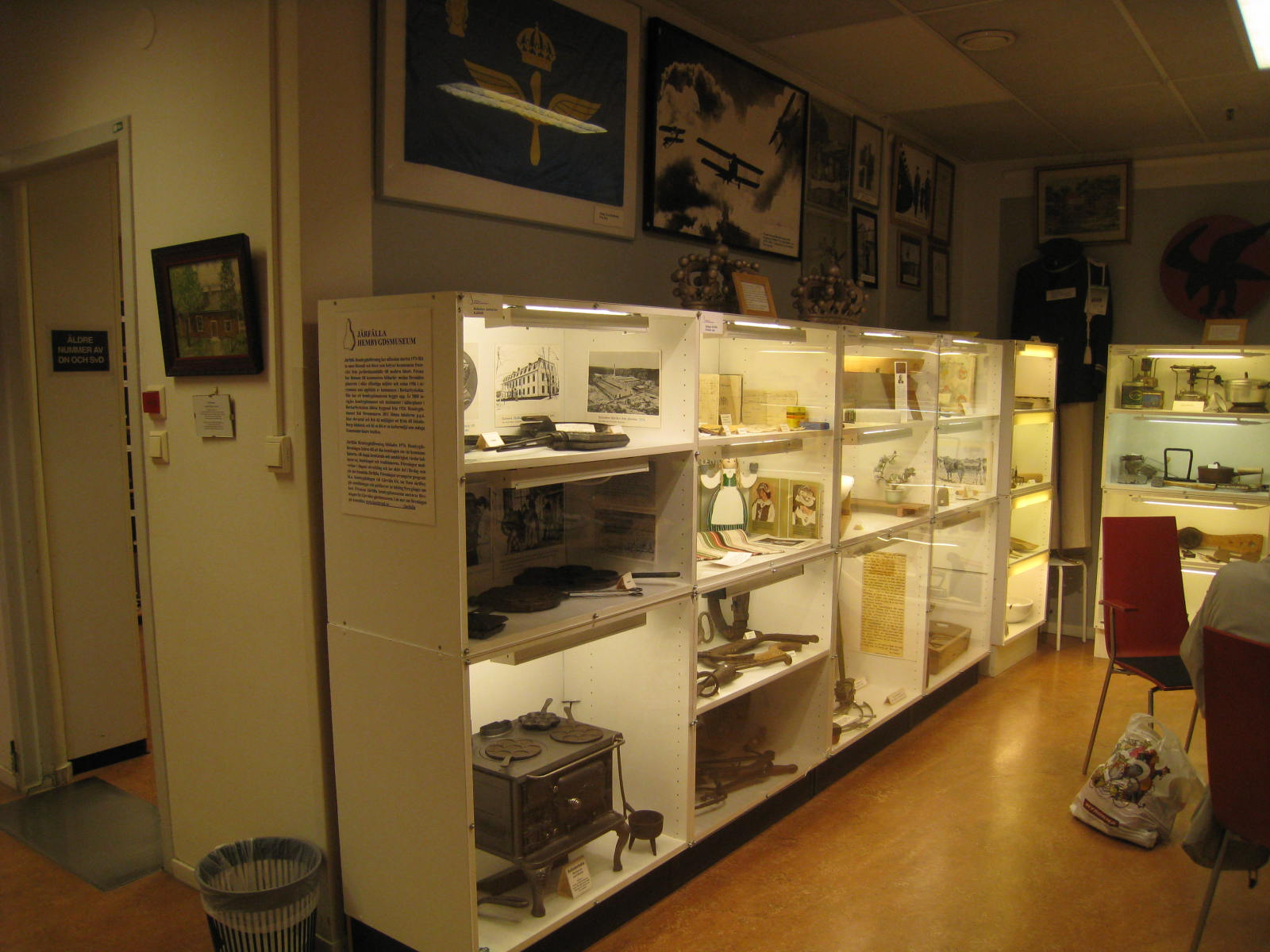
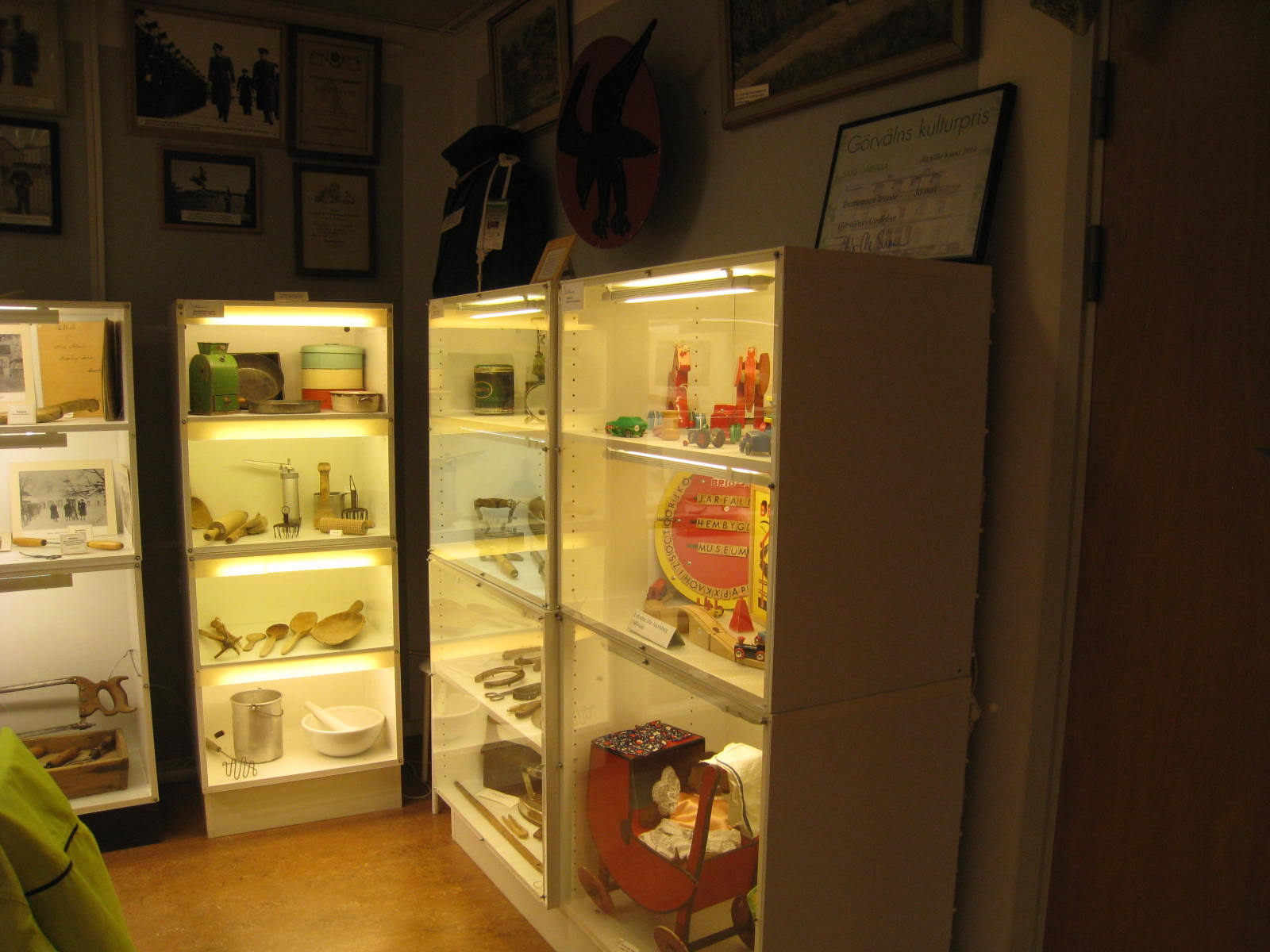
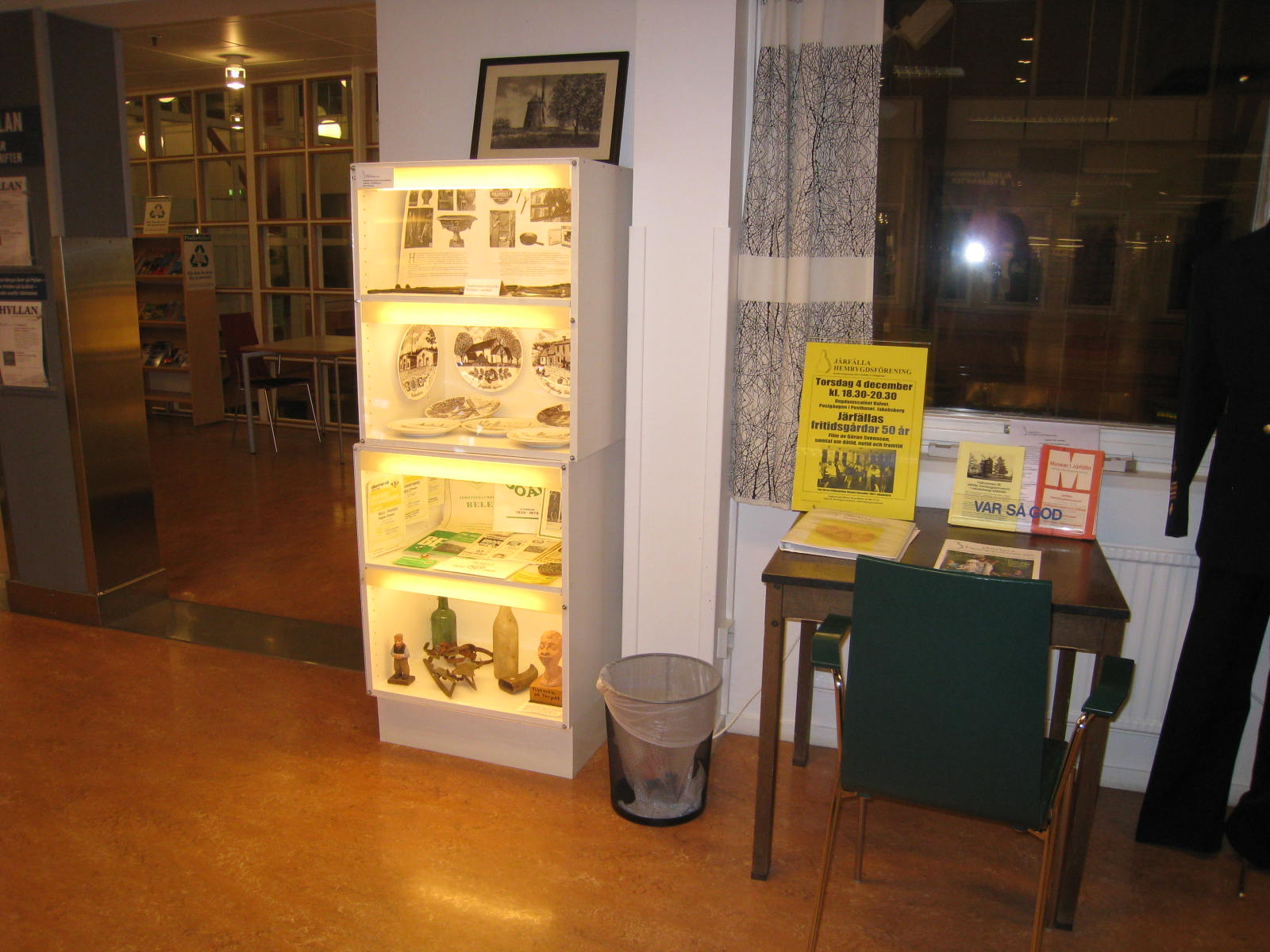
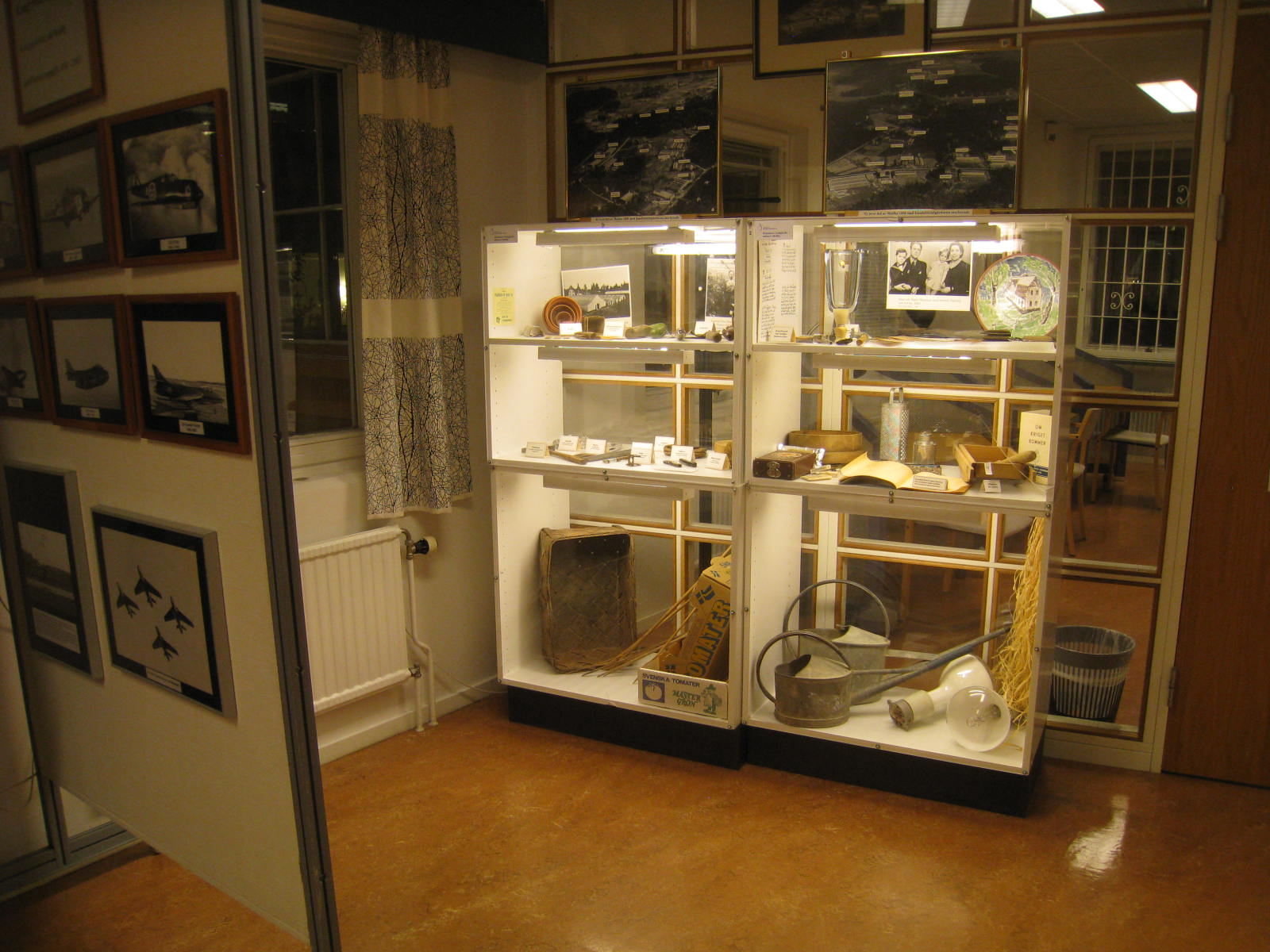
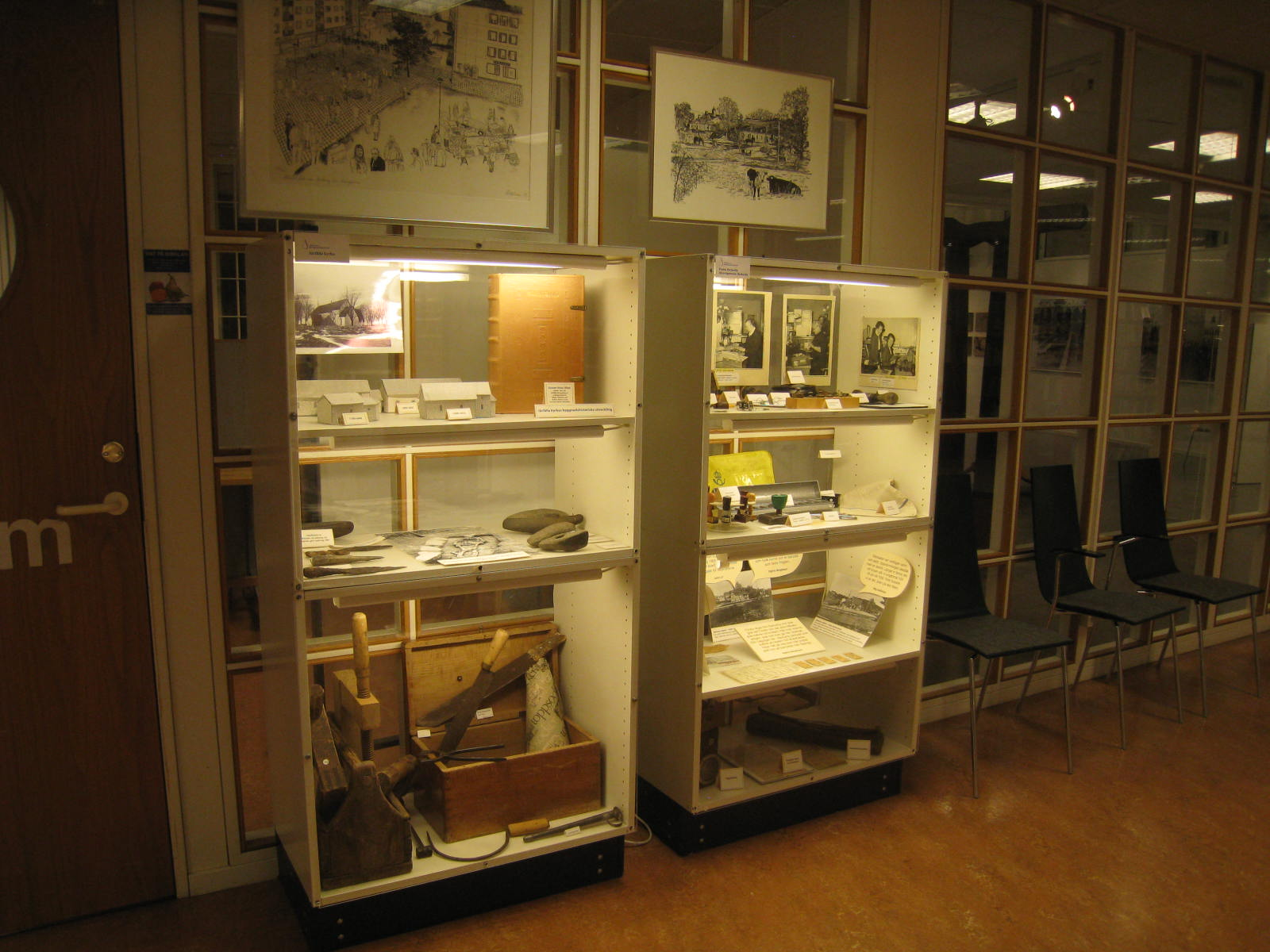

## Museets samverkan med andra museer i Järfälla
Järfälla hembygdsförening har två museer, de är Järfälla hembygdsmuseum och Görvälns gårdsmuseum. Dessa två museer samverkar med tre andra museer i Järfälla, de är Koffsanmuseet, Bolindermuseet och skolmuseet i Barkarbyskolan. 
- Görvälns gårdsmuseum finns i vagnslidret vid Görvälns slott i Järfälla och invigdes 7 juni 1998. Vagnslidret användes tidigare för förvaring av Görvälns gårds jordbruksredskap och vagnar. Ett flertal vagnar och jordbruksredskap från gårdens äldre tider finns fortfarande kvar här.
- Koffsanmuseet är ett minimuseum med fynd från sjökrogen från Koffsanutgrävningen från 1993. Minimuseet ligger i Jakobsbergs biblioteks läshörnor på facklitteraturens avdelningar för historia samt djur och natur. Det var botanikern Carl von Linné som på midsommaraftonens morgon 1731 besökte ön Koffsan i sundet vid Skäftingeholmen. Minimuseet Koffsan invigdes 16 april 1994 av biträdande länsantikvarie Gösta Magnusson. Den arkeologiska utgrävningen av den lilla holmen Koffsan vid Skäftingeholmen vid Görvälnsfjärden i Järfälla kommun skedde under 1993 med början under våren 1993.
  - Tidigare fanns också ett "Friluftsmuseum Koffsan" beläget på ön Koffsan på väg ut till Görvälns vattenverk. Friluftsmuseet var en sjökrogsinspirerad byggnad som färdigställdes på Koffsan inför Kulturhuvudstadsåret 1998, där det framfördes teaterpjäser och musikkonserter. Bryggan låg nära den plats där det en gång fanns en sjökrog.
- Bolindermuseet är inrymt i Folkets hus, Kallhäll i Järfälla och har föremål från Bolinders gamla fabrik och verkstad. Museet drivs av Föreningen Bolindermuseet. Museet håller öppet samma tider som Kallhälls bibliotek.
- Arbetarbostaden Grytan är ytterligare ett museum i Järfälla som ligger i Skälby, och som Skälbyskolan äger och har ansvaret för. Skälbyskolan har rustat upp torpet invändigt det används av skolan för undervisningsändamål. Grytan är en rödmålad timrad träbyggnad, som var en gammal arbetarbostad. Planlösningen i huset är ovanlig genom att det är eldstäder i tre ytterhörn. Den ligger 50 meter sydost om huvudbyggnaden och flygeln vid annexet till Skälby gård, en arbetarbostad som kallas för Grytan. Namnet Grytan har träbyggnaden fått av att den hade tre skorstenar, som såg ut som en upp- och nedvänd gryta. Taket ersattes dock vid en restaurering 1995-1996 med en modernare konstruktion.
- Skolmuseet i Barkarbyskolan är stängt just nu.

## Montrarna i Järfälla hembygdsmuseum
Järfälla hembygdsmuseum i Jakobsbergs bibliotek innehåller nu montrar med olika föremål. Fotografier och större föremål finns på väggarna ovanför eller bredvid montrarna.
- Järfälla kyrka, modeller som visar kyrkans byggnadshistoria, Gustav Vasas bibel från 1541, fornfynd och stenyxor.
- Posten i Barkarby och Järnvägsstationen i Barkarby, arbetsmaterial från kassatjänsten på Posten, foton på Järnvägsstationen, personbiljetter, fraktsedlar med mera.
- Bolinders industrier, föremål från tillverkningen. Två av de tidigare tre montrarna har flyttats över till Bolindermuseet i Kallhäll, då det museet öppnade.
- Spånga folkdräkt – Järfälla folkdräkt med mera.
- Lars Gustafsson j:r, diverse föremål såsom kristallmottagare, pall, bricka, ärmstock, blombord, klassfoto, leksakståg.
- Fransborg i Barkarby, foto från häradsdomare Frans Sporrong (född på Veddesta 1798, död 21 mars 1876 på Fransborg), föremål från slakterirörelse, hushåll och matservering. Frans Sporrong arrenderade området Fransborg av en gästgivare.[1]
- Hushållsföremål, bruksföremål från 1900-talet.
- Leksaker 1940-1960-talet från Jakobsberg, dockvagn.
- Handformarverktyg från Bolinders, tallrikar med Järfällamotiv från Gustavsbergs porslinsfabrik (5 olika motiv: Järfälla kyrka, Görvälns slott, Barkarby Gästgivargård, Kvarnen och Bolinders), IK Bele Barkarby Handformarverktygen (Barkarby IS och Skälby SK), bilder, klubbnålar, märken.
- Hammars trädgårdsmästeri i Skälby, redskap och föremål som använts i trädgårdsdriften och i hushållet.
- Värdshuset Lasse-Maja Barkarby, servis, matsedlar och restaurangnotor, foton på inredningen och på krögare.
- Johansson sko AB, Barkarby, föremål för skomakeriarbeten.
- Knut Strand och Järvafältet, Knut Strand var skogsmästare på Järvafältet 1927-1963, föremål, arbetsmaterial, fotografier.
- Alfaskops dataterminal på 1960-talet från företaget Alfaskop AB, utrustningen med datorskärm, tangentbord, rullboll (datormus) och minnesenheter samt instruktionsfolder, från Standard Radio & Telefon AB (SRT) i Veddesta.[2]